# 三隻小豬的逆襲
《三隻小豬的逆襲》（英語：Piggy's Counterattack），2021年三立電視華人電視劇八點檔系列第23部作品。由王傳一、賴雅妍、謝佳見、魏蔓、林孫煜豪、孫沁岳、李天柱、劉瑞琪領銜主演。本劇於2021年3月26日開鏡，8月2日全劇殺青， 三立都會台、華視主頻於4月12日首播，並由愛奇藝、MyVideo以及LINE TV跟播，於8月6日完結。接檔《廢財闖天關2》。8月9日起三立都會台再度重播本劇。

## 播出時間

### 首播
| 頻道/影音  | 所在地 | 播出日期      | 播出時間                  |
| ---------- | ------ | ------------- | ------------------------- |
| 三立都會台 | 臺灣   | 2021年4月12日 | 每週一至週五20:00－21:00  |
| 華視主頻   | 臺灣   | 2021年4月12日 | 每週一至週五 21:00－22:00 |
| 愛奇藝     | 臺灣   | 2021年4月12日 | 每週二至週六 24:00 上架   |
| LINE TV    | 臺灣   | 2021年4月13日 | 每週二至週六 12:00 上架   |
| MyVideo    | 臺灣   | 2021年4月13日 | 每週二至週六 12:00 上架   |
| Vidol影音  | 全世界 | 2021年4月12日 | 每週一至週五 22:00 上架   |

### 重播
| 頻道       | 所在地 | 播出日期      | 播出時間                                                  |
| ---------- | ------ | ------------- | --------------------------------------------------------- |
| 三立都會台 | 臺灣   | 2021年4月13日 | 每週二至週六 00:00－01:00                                 |
| 三立都會台 | 臺灣   | 2021年4月13日 | 每週一至週五 13:00－14:00                                 |
| 三立都會台 | 臺灣   | 2021年4月13日 | 每週一至週五 17:00－18:00                                 |
| 華視主頻   | 臺灣   | 2021年4月13日 | 每週二至週六 00:00－01:00（前一集）01:00－02:00（新一集） |
| 華視主頻   | 臺灣   | 2021年4月13日 | 每週一至週五 11:00－11:58                                 |
| 華視主頻   | 臺灣   | 2021年4月13日 | 每週一至週五 20:00－21:00                                 |
| 三立綜合台 | 臺灣   | 2021年7月5日  | 每週一至週五 20:00 - 21:00                                |
| 三立綜合台 | 臺灣   | 2021年7月6日  | 每週一至週五 01:00 - 02:00                                |
| 三立綜合台 | 臺灣   | 2021年7月6日  | 每週一至週五 06:00 - 07:00                                |
| 三立綜合台 | 臺灣   | 2021年7月6日  | 每週一至週五 12:00 - 13:00                                |
| 三立都會台 | 臺灣   | 2021年8月9日  | 每週一至週五 20:00－21:00                                 |
| 三立都會台 | 臺灣   | 2021年8月10日 | 每週二至週六 00:00－01:00                                 |
| 三立都會台 | 臺灣   | 2021年8月10日 | 每週一至週五 13:00－14:00                                 |
| 三立都會台 | 臺灣   | 2021年8月10日 | 每週一至週五 17:00－18:00                                 |

## 劇情大綱
|                            | 狼對猪说： 『我不知道，是要吃你？還是愛你？』 |
| ——《三隻小豬的逆襲》之片头 |                                               |

一部顛覆童話故事的療癒浪漫喜劇「三隻小豬」從富豪生活掉入平凡人間，從0開始的逆轉人生。
一個白手起家的富爸爸（朱政富），突然宣布破產！他們一夕間從富豪生活掉入平凡人間，被迫離開奢華的舒適圈，三隻小豬一家人從別墅「豪宅」搬進老屋「好窄」，早就忘記平凡生活的一家人，可以扛住粗茶淡飯的生活嗎？該如何從0開始逆轉人生？

## 演員列表

### 主要演員
| 演員     | 角色   | 介绍 |
| 王傳一   | 陸晉舟 | 朱曉彤的丈夫，朱政富、許玉琴的女婿，朱曉筠的妹夫，朱曉諾的二姊夫，林淑卿的兒子，陳長壽、連福美的養孫，游大海的好兄弟 高冷睿智大野狼、天才投資客。 陳彩香的養哥，得知養妹彩香喜歡自己，也已把話說開，禮誠百貨營運部前任總經理，前總經理秘書，目前已經回Ares資產管理公司當執行長 33歲，小時候由廟公陳爺爺收養，因為在廟裡長大，學會了看風水、紫微斗數。高冷睿智的商業精英，說話一針見血，投資眼光精準，人稱「禿鷹」。對投資經營有著天才般的能力，更擁有自體發光的帥氣外貌和完美儀表，喜歡朱曉彤，與曉彤正式交往了。最終與曉彤結婚。 |
| 張育誠   | 陸晉舟 | 小時候的陸晉舟。 |
| 賴雅妍   | 朱曉彤 | 陸晉舟的妻子，陳彩香的養大嫂，陳長壽、連福美的養孫媳婦，林淑卿的媳婦，朱政富、許玉琴的二女兒，朱曉筠的妹妹，朱曉諾的二姊，游大海的小姨子兼上司，趙關山之前小姨子 面臨破產的豬二姐、利益優先的準繼承人、談戀愛也要看KPI的工作狂，禮誠百貨營運部前副總經理，後降為客服專員，而後擔任總經理秘書，現為總經理 32歲，朱家次女。為了繼承家業，人生裡的每一個選項都跟工作有關，不放過任何一個可以壯大集團的機會，對她來說，婚姻是一種經濟制度，可以精算出價格。因為如此，她不喜歡沒有經濟效益的戀愛，反而認為能夠壯大集團的政策聯姻會更好。破產後，為了要拿下禮誠總經理夫人的位子，開始追求陸晉舟，也在這一來一往中愛上陸晉舟，與陸晉舟正式交往了。後跟大姊曉筠、弟弟曉諾、母親玉琴，一起知道父親政富得了阿茲海默症這個症狀，雖然很傷心、難過，但還是想陪伴著父親一起面對，最終與晉舟結婚。 |
| 陳品嫙   | 朱曉彤 | 小時候的朱曉彤。 |
| 謝佳見   | 施秉倫 | 溫暖的天菜大廚、深情的竹馬暖男 個性溫暖的天菜大廚。朱曉彤的大學同學兼男閨密，Yvonne的好朋友，對曉彤任何決定全都無條件支持響應，十足暖男。個性真誠、笑容陽光，常常有出人意外的鬼點子。擔任曉彤的戀愛軍師，但在這追愛教學的過程中，看到曉彤與晉舟愈來愈靠近，他才察覺到自己對曉彤原來不只是朋友…，所以只能用一個假網友Juliet想要讓曉彤知道他喜歡他，但後來因為知道曉彤和晉舟已經順利交往了，所以只能選擇放手。 |
| 魏蔓     | 朱曉筠 | 游大海的妻子，游明輝、孫美蘭的媳婦，趙關山的前妻，朱政富、許玉琴的大女兒，朱曉彤、朱曉諾的大姊，陸晉舟的大姨子，林雅琪的好同事 花錢當喝水的敗家貴婦，禮誠百貨托育中心員工，凌宣恩的前閨蜜 35歲，朱家的已婚長女。對金錢毫無概念，甚至揮霍無度，不認為炫富是炫耀，而是生活。後來發現老公與閨蜜展開婚外情，如今已看清了一切，但未知宣恩是因為自己批評她的婚姻才報復自己，破壞自己的婚姻，因為被大海的告白而感動，現在在交往中。雖然和趙關山簽離婚協議書，但並沒有交給律師，實際上並沒有正式離婚，後來關山來找自己並跟她說，他願意離婚，並且願意讓這孩子姓游，她也很謝謝關山的放手。最後得到了游媽媽的認可。後大海求婚成功後，打算先不辦婚禮，先登記結婚。又突然發現到跟妹妹曉彤、弟弟曉諾、母親玉琴，一起知道父親得了阿茲海默症這個症狀，雖然很傷心、難過，但還是想陪伴著父親一起面對、正視這個問題。 |
| 蔡雨霏   | 朱曉筠 | 小時候的朱曉筠，就讀貴族學校，常被同班同學霸凌。 |
| 林孫煜豪 | 朱曉諾 | 朱政富、許玉琴的兒子，朱曉筠、朱曉彤的弟弟，游大海、陸晉舟的小舅子，趙關山之前小舅子 沉溺電玩的課金玩家 22歲，朱家老么。朱家的「三孬」代表，整日沉浸在二次元和遊戲的世界裡無法自拔。爸爸的破產逼得他走進真實的世界。認識了沈芳誼，他第一次擁有探索人生的夥伴。而面對生活上的巨變，也逼得他把網路世界的所看所學，拿來應付現實世界挑戰，喜歡芳誼，現在正熱烈追求她，與陳彩香、沈芳誼、周彥祖一起經營咖啡廳（森林之神）中。後跟大姊曉筠、二姊曉彤、母親玉琴，一起知道父親得了阿茲海默症這個症狀，雖然很傷心、難過，但還是想陪伴著父親一起面對。 |
| 孫沁岳   | 游大海 | 朱曉筠的丈夫，朱曉諾的大姊夫，朱曉彤的大姊夫兼下屬，朱政富、許玉琴的女婿，陸晉舟的好兄弟，游明輝、孫美蘭的兒子，陳曉羽的前男友兼好友 野狼小弟 30歲，Ares資產管理公司營運長，禮誠百貨營運部副總經理。超強的時間管理者，一周上班七天，下班後的活動也照樣精彩，喜歡曉筠，跟曉筠告白，讓她感動了，現在交往中，後求婚成功，現在打算先不辦婚禮，先登記結婚。 |
| 李天柱   | 朱政富 | 許玉琴的丈夫，朱曉筠、朱曉彤、朱曉諾的父親，沈芳誼的養父，沈耀光的同學，游大海、陸晉舟的岳父，趙關山之前岳父 恨鐵不成鋼的富爸爸，經典口頭禪：『我真的窮得只剩下錢了。』禮誠百貨董事長及前社區保全 61歲，朱家大家長。個性有點任性，年過六旬仍熱愛冒險，後來因為兒子曉諾在外面欠錢，所以將他趕出家門，但由於會擔心他，所以暗中請了養女芳誼，引導曉諾良好的金錢觀，但後來被曉筠發現了此事，向兒子道歉，曉諾也不責怪爸爸，爸爸也跟曉諾說他騙他的事，不只有這項，還有更大的，後來知道大女兒曉筠的老公趙關山有了外遇，所以非常支持曉筠和趙關山離婚，但卻沒發現其實曉筠從小時候就一直被同學霸凌，因為這件事後，才發現其實自己都沒有在關心自己的小孩，覺得自己是一位沒用的父親，後因為一場生病烏龍，讓朱政富毅然決然擲下了人生最大的賭注，也是最後的投資，只為了導正兒女們偏差的價值觀，後來因為假破產的事情被發現了，所以讓兩個女兒曉筠、曉彤非常生氣，但後來她們知道爸爸對自己的好，所以向他道歉，才讓父女關係又恢復正常了，最後得了初期的阿茲海默症。原本想自己偷偷隱瞞，但後來還是被家人發現自己罹患阿茲海默症，最後把實情說出來，但後來家人都一起陪伴在自己的身邊，也讓自己覺得很感動。 |
| 劉瑞琪   | 許玉琴 | 朱政富的妻子，朱曉筠、朱曉彤、朱曉諾的母親，沈芳誼的養母，游大海、陸晉舟的岳母，趙關山之前岳母 寵孩無度的樂天媽媽 58歲，不愛唸書的她對朱政富一見鍾情。高中一畢業就嫁給朱政富，一生順遂，沒遇過什麼大災大難，讓小孩子自由成長，結果就是自己和孩子們很滿意，但老公不滿意。後知道老公得了阿茲海默症，覺得很難過，原本生氣有事都不說出來，但還是會陪在他身邊，做他的精神支柱。得知曉筠小時候被霸凌，覺得不捨，也知道自己大女兒曉筠的前一段婚姻是因為批評閨蜜的婚姻而遭破壞 |

### 其他演員
| 演員   | 角色   | 介绍 |
| 高英軒 | 趙關山 | 朱曉筠的前夫，朱曉彤、朱曉諾之前大姊夫，朱政富、許玉琴之前女婿，凌宣恩的前情夫 心思細膩，自私、為了名利，為達目的不擇手段。背叛朱曉筠與宣恩在一起，但宣恩也只是想報復曉筠破壞他們的婚姻才跟他在一起，最終也被宣恩拋棄，也和朱曉筠離婚，實際上離婚協議書並沒有完成走法律程序，所以還不算正式離婚，將名下財產連同八千萬元的債務過戶給曉筠。為了討回公道，決定要報復朱家，試圖破壞曉筠跟游大海的感情。得知曉筠肚子裡的孩子是自已的後悔莫及，最終決定放下心裡的恩怨，並祝福大海跟曉筠。                                         |
| 成語蕎 | 凌宣恩 | 朱曉筠之前閨蜜，趙關山之前情婦 先前與前夫離婚時，曉筠亂評斷搅和了他们的婚姻，所以心生怨恨對他們展開了報復，破壞他們之間的感情，與關山在一起被朱曉筠知道後攤牌鬧翻，之後因為趙關山遲遲還沒和朱曉筠離婚，所以生氣向趙關山攤牌說自己根本不喜歡他，跟他在一起只是演戲，想報復朱曉筠才破壞他們的婚姻，最後把趙關山甩了！ |
| 劉紀範 | 林雅琪 | 大學時就讀幼保系，朱曉彤擔任禮誠百貨營運副總時的助理兼好友，後轉為客服專員，現任禮成百貨托育中心員工，朱曉筠的好同事，喜歡大海，知道曉筠跟大海在一起後，誠心的祝福他們永遠幸福。 |
| 陳博正 | 陳長壽 | 連福美的丈夫，陳彩香的阿公，收養陸晉舟的廟公。 |
| 程雅晨 | 陳彩香 | 廟公陳長壽、連福美的孫女，陸晉舟的養妹，周彥祖的女友，喜歡哥哥已久 現在與朱曉諾、沈芳誼、周彥祖一起經營咖啡廳（森林之神）中。目前算接受曉彤這位養大嫂。最終與彥祖交往。 |
| 陳玹宇 | 周彥祖 | 朱曉諾破產後僅剩的朋友，陳彩香的男友 在網咖打工，夢想開一家咖啡廳，後來成功與朱曉諾、沈芳誼、陳彩香一起經營咖啡廳（森林之神）中，向朱曉諾坦承自己喜歡陳彩香。最終與彩香交往。 |
| 王真琳 | 沈芳誼 | 沈耀光的女兒，朱政富、許玉琴的養女。聰明伶俐的學霸，重情義，事業有成並攻讀博士中 朱爸爸暗中資助幫忙她完成學業，在朱曉諾潦倒的時候接濟他，受朱爸爸託付幫忙引導曉諾良好的金錢觀，暫緩出國留學，現在與朱曉諾、陳彩香、周彥祖一起經營咖啡廳（森林之神），也在咖啡廳開幕後到美國繼續完成學業。得知朱小弟喜歡自己，但自己不喜歡他 |
| 何以奇 | Yvonne | 陸晉舟的大學同學、好朋友、受陸晉舟所託回國幫忙牽制轉移施秉倫對朱曉彤的感情後失敗，與施秉倫成為好朋友，在大學時就對陸晉舟一見鍾情。 |
| 楊麗音 | 孫美蘭 | 游明輝的前妻，游大海的媽媽，精品店的老闆，朱曉筠的婆婆 與游大海的爸爸離婚獨自撫養兒子長大，是一位有控制狂的媽媽，如果你掛他電話，他會直接殺過來找你，也因為他有控制狂，所以讓大海非常怕他，也經常和大海意見不合，常常大海喜歡的，他就不喜歡，他喜歡的，大海就不喜歡，曉筠是第一個大海喜歡，他也喜歡的女生，但後來因為趙關山想破壞曉筠和大海，所以故意寄曉筠和他的合照，因此讓大海媽媽，希望曉筠離開自己的兒子大海。最後因得知趙關山背叛婚姻導致曉筠和他離婚，最終同意曉筠和大海交往，並讓曉筠簽說話算話條約。參加筠海的證婚 |

### 客串演員
| 演員   | 角色            | 介绍 |
| 蔡佩妤 | 貴婦團          | 朱曉筠的姊妹們，在朱家破產後一起嘲笑朱曉筠。 |
| 吳禹岑 | 貴婦團          | 朱曉筠的姊妹們，在朱家破產後一起嘲笑朱曉筠。 |
| 季函襄 | 貴婦團          | 朱曉筠的姊妹們，在朱家破產後一起嘲笑朱曉筠。 |
| 陳奕   | 黃文傑（Peter） | 東光集團第三代，心臟外科醫生，喜歡朱曉彤，介紹朱曉彤拓展東南亞事業投資人，因為朱曉彤的一句話辭去醫生工作，回家族公司上班努力成為接班人，只為了想跟朱曉彤在一起，後跟朱曉彤把話說開。                                    |
| 賴昱宏 | Kavin           | 風靡冰球界的隊長，即使在場邊也可以獲得粉絲的歡呼，陸晉舟以前的好朋友。 |
| 朱愛琪 | 林淑卿          | 陸晉舟的母親，朱曉彤的婆婆，最喜歡蜂蜜蛋糕，無法說話 ，所以只能用比手語的方式與人溝通，在陸晉舟小時候就過世了。 |
| 洵彬   | 史丹利          | 朱曉諾的好兄弟，在朱家破產後一起嘲笑朱曉諾，後來得知朱家是假破產，所以想和朱曉諾和好，但被他洗臉。 |
| 黃辰邑 | 賈克斯          | 朱曉諾的好兄弟，後來因為朱曉諾必須還債，所以就把最心愛的雷神丸賣給他，在朱家破產後一起嘲笑朱曉諾，後來得知朱家是假破產，所以想和朱曉諾和好，但被他洗臉。                                                                |
| 易韋志 | 汪德輔          | 朱曉諾的好兄弟，在朱家破產後一起嘲笑朱曉諾，後來得知朱家是假破產。 |
| 洪博軒 | 討債人          | 趙關山的手下 因朱曉諾向老大借錢未還，所以到朱家討錢。 |
| 林震緯 | 楊經理          | 禮誠百貨的經理。 |
| 林雨涵 | 馬卡龍姐姐      | 禮誠百貨活動嘉賓，但因為被變態跟蹤所以突然不簽合約，後來因為陸晉舟、朱曉彤幫她抓到了變態，所以願意與禮誠簽約。 |
| 東明相 | 失聰男子        | 林思婷的父親，無法說話，所以只能用比手語的方式與人溝通。 |
| 潘奕如 | 邵董            | 禮誠百貨牡丹卡顧客。 |
| 王竣民 | 汪總            | 禮誠百貨的客戶。 |
| 劉心語 | Joanna          | 游大海前女友，因施秉倫惡作劇而分手。 |
| 蔡昀羲 | 方偉庭          | 朱曉筠的同學，在大學時和朱曉筠一起嘲笑趙關山。 |
| 若綺   | 曉筠同學        | 朱曉筠的同學，在大學時和朱曉筠一起嘲笑趙關山。 |
| 應采靈 | 連福美          | 陳長壽的妻子、陸晉舟的養奶奶、陳彩香的奶奶。 |
| 姚穎   | 乙文            | 陸晉舟的相親對象。 |
| 夏如芝 | 苡心            | 施秉倫的前女友，因為覺得施秉倫和朱曉彤有關係，每次施秉倫研發新菜色時的試吃都只找朱曉彤不找她，所以就和他分手了。 |
| 宋羽葤 | 王瑩瑩          | 趙關山的暗樁 企業大未來的主持人，在訪問朱曉彤友善職場時故意對她和陸晉舟藉故栽贓、挑撥離間，也因為如此讓朱曉彤上了YouTube的發燒影片，因為和陸晉舟、朱曉彤有過節，所以一直想要破壞、報復他們 最後因一些罪名而被警方逮補。 |

## 電視劇歌曲
| 曲別   | 歌名           | 演唱者   | 作詞                                 | 作曲                           |
| 片頭曲 | 有毒不回       | HUR      | 昨夢、吱吱、斐立普Felipe.Z、M.A.T.H. | 吱吱、斐立普Felipe.Z、M.A.T.H. |
| 片尾曲 | 曾諾的永遠     | B.T.O.D  | 黃淇揚 Young（B.T.O.D）              | 馬奕強 Jon Ma                  |
| 插曲   | 人生沒有保固期 | B.T.O.D  | 蘇麗媚                               | 張峰毓                         |
| 插曲   | 因為有你       | 李吳兄弟 | 李吳鴻恩                             | 李吳鴻恩                       |
| 插曲   | 哈囉           | 邱振哲   | 邱振哲                               | 邱振哲                         |

## 收視率
| 台湾 三立都會台 首播收视率 |               |              |      |                                                                   |
| 集數 | 播出日期      | 收视率       | 排名 | 備註                                                              |
| 1 | 2021年4月12日 | 0.62         |      | 每週一至週五晚間八點首播 有線平均收視0.85 25-49歲女性族群收視1.04 |
| 2 | 2021年4月13日 | 0.54         |      |                                                                   |
| 3 | 2021年4月14日 | 0.59         |      |                                                                   |
| 4 | 2021年4月15日 | 0.59         |      |                                                                   |
| 5 | 2021年4月16日 | 0.37         |      |                                                                   |
| 6 | 2021年4月19日 | 0.47         |      |                                                                   |
| 7 | 2021年4月20日 | 0.59         |      |                                                                   |
| 8 | 2021年4月21日 | 0.59         |      |                                                                   |
| 9 | 2021年4月22日 | 0.58         |      |                                                                   |
| 10 | 2021年4月23日 | 0.40         |      |                                                                   |
| 11 | 2021年4月26日 | 0.64         |      |                                                                   |
| 12 | 2021年4月27日 | 0.65         |      |                                                                   |
| 13 | 2021年4月28日 | 0.54         |      |                                                                   |
| 14 | 2021年4月29日 | 0.66         |      |                                                                   |
| 15 | 2021年4月30日 | 0.66         |      |                                                                   |
| 16 | 2021年5月3日  | 0.63         |      |                                                                   |
| 17 | 2021年5月4日  | 0.61         |      |                                                                   |
| 18 | 2021年5月5日  | 0.65         |      |                                                                   |
| 19 | 2021年5月6日  | 0.65         |      |                                                                   |
| 20 | 2021年5月7日  | 0.57         |      |                                                                   |
| 21 | 2021年5月10日 | 0.73         |      |                                                                   |
| 22 | 2021年5月11日 | 0.70         |      |                                                                   |
| 23 | 2021年5月12日 | 0.65         |      |                                                                   |
| 24 | 2021年5月13日 | 0.69         |      |                                                                   |
| 25 | 2021年5月14日 | 0.86         |      | 有線收視1.18                                                      |
| 26 | 2021年5月17日 | 0.98         |      | 有線收視1.35                                                      |
| 27 | 2021年5月18日 | 0.96         |      |                                                                   |
| 28 | 2021年5月19日 | 1.20         |      | 有線收視1.65                                                      |
| 29 | 2021年5月20日 | 1.14         |      |                                                                   |
| 30 | 2021年5月21日 | 1.05         |      |                                                                   |
| 31 | 2021年5月24日 | 1.08         |      |                                                                   |
| 32 | 2021年5月25日 | 1.25         |      | 有線收視1.72                                                      |
| 33 | 2021年5月26日 | 1.10         |      |                                                                   |
| 34 | 2021年5月27日 | 1.16         |      |                                                                   |
| 35 | 2021年5月28日 | 1.13         |      |                                                                   |
| 36 | 2021年5月31日 | 1.17         |      |                                                                   |
| 37 | 2021年6月1日  | 1.33         |      |                                                                   |
| 38 | 2021年6月2日  | 1.00         |      |                                                                   |
| 39 | 2021年6月3日  | 1.26         |      |                                                                   |
| 40 | 2021年6月4日  | 1.29         |      |                                                                   |
| 41 | 2021年6月7日  | 1.18         |      |                                                                   |
| 42 | 2021年6月8日  | 1.33         |      |                                                                   |
| 43 | 2021年6月9日  | 1.21         |      |                                                                   |
| 44 | 2021年6月10日 | 1.01         |      |                                                                   |
| 45 | 2021年6月11日 | 0.95         |      |                                                                   |
| 46 | 2021年6月14日 | 1.05         |      |                                                                   |
| 47 | 2021年6月15日 | 1.22         |      |                                                                   |
| 48 | 2021年6月16日 | 1.21         |      |                                                                   |
| 49 | 2021年6月17日 | 1.11         |      |                                                                   |
| 50 | 2021年6月18日 | 1.07         |      |                                                                   |
| 51 | 2021年6月21日 | 1.03         |      |                                                                   |
| 52 | 2021年6月22日 | 1.90         |      | 有線收視1.77                                                      |
| 53 | 2021年6月23日 | 1.00         |      |                                                                   |
| 54 | 2021年6月24日 | 1.11         |      |                                                                   |
| 55 | 2021年6月25日 | 1.08         |      |                                                                   |
| 56 | 2021年6月28日 | 1.35         |      |                                                                   |
| 57 | 2021年6月29日 | 1.20         |      |                                                                   |
| 58 | 2021年6月30日 | 1.43         |      | 有線收視1.96                                                      |
| 59 | 2021年7月1日  | 1.19         |      |                                                                   |
| 60 | 2021年7月2日  | 1.09         |      |                                                                   |
| 61 | 2021年7月5日  | 1.27         |      | 有線收視1.90                                                      |
| 62 | 2021年7月6日  | 1.27         |      |                                                                   |
| 63 | 2021年7月7日  | 1.27         |      |                                                                   |
| 64 | 2021年7月8日  | 1.27         |      |                                                                   |
| 65 | 2021年7月9日  | 1.27         |      |                                                                   |
| 2021年7月12日至7月29日，本劇改播出重播版，由於三立電視有2位員工感染COVID-19，為顧及演員健康，故本劇暫時停拍，於7月25日恢復拍攝。 |               |              |      |                                                                   |
| 66 | 2021年8月2日  | 無收視率調查 |      |                                                                   |
| 67 | 2021年8月3日  | 無收視率調查 |      |                                                                   |
| 68 | 2021年8月4日  | 無收視率調查 |      |                                                                   |
| 69 | 2021年8月5日  | 無收視率調查 |      |                                                                   |
| 70 | 2021年8月6日  | 無收視率調查 |      | 暖心大結局                                                        |
| 平均收視率 | 平均收視率    | 0.92         |      | 不包含第61集 ~ 第70集                                             |

1. 同时段或交叉时段主要节目：

- 三立台灣台《天之驕女》
- 民視無線台《多情城市》/《黃金歲月》
- 台視：《加油！美玲》/《羅雀高飛》/《天才醫師耀漢》
- TVBS歡樂台：《女力報到－愛情公寓》/《女力報到－男人止步》/《女力報到－男人止步2》

1. 由AC尼爾森調查，調查範圍是四歲以上收看電視之觀眾。
2. 資料來源：台灣-偶像劇場、凱絡媒體週報、AC尼尔森

## 製作團隊
- 導演：
  - 林清振（第1－62集）
  - 連春利（第63－70集）
- 總監製：洪任中
- 監製：曾瓊慧
- 製作人：方孝仁、戎俊義、陳興國
- 執行製作人：陶慧敏
- 編劇統籌：
  - 邵慧婷、龔敏惠、鄭英敏、顏一帆（第1－3集）
  - 邵慧婷、龔敏惠、鄭英敏（第4－6集）
  - 邵慧婷、龔敏惠（第7－70集）
- 編劇：
  - 鄭涵文、蔡秋儀、李盈緣（第1－6集）
  - 鄭英敏、鄭涵文、蔡秋儀、李盈緣（第7－70集）
- 製作公司：金牌風華影像製作股份有限公司、三立電視
- 冠名贊助
  - 三立都會台：首播版：ONE BOY 冰鋒衣（第1－70集）、重播版：全球威粒 粒線體（第1－70集）
  - 華視主頻：蘿琳亞塑身衣（第1－70集）
  - Vidol影音：ONE BOY 冰鋒衣（第1－70集）

## 大事記

### 2021年
- 3月26日，舉行《三隻小豬的逆襲》開鏡。
- 4月11日，舉辦《三隻小豬的逆襲》首映會[3]並釋出片花[4]。
- 4月12日，三立都會台、華視首播。[5]
- 8月2日，《三隻小豬的逆襲》全劇殺青。
- 8月6日，三立都會台、華視播出暖心大結局。
- 8月9日，三立都會台再度重播。

## 軼事
- 本劇是王傳一、李天柱首次和合作的電視劇。
- 本劇是王傳一、賴雅妍繼2004年電視劇《愛在星光燦爛時》、2005年電視劇《好美麗診所嘿哈》、2006年電視劇《深情密碼》及2011年電視劇《真的漢子》、《搜尋語愛情》後，睽違十年再度合作之作品。
- 本劇是賴雅妍、劉瑞琪繼2006年電視劇《深情密碼》、2011年電視劇《真的漢子》、2015年電視劇《愛上哥們》及2019年電影《花椒之味》後，第五次合作之作品。
- 本劇是王傳一、魏蔓繼2016年電視劇《飛魚高校生》、2019年電視劇《美味滿閣》後，第三次合作之作品。
- 本劇是導演林清振、及演員林孫煜豪、陳博正繼2019年電視劇《一千個晚安》後，第二次合作之作品。
- 本劇是王傳一、陳博正、高英軒、劉紀範、謝佳見、楊麗音繼2015年電視劇《戀愛鄰距離》後，第二次合作之作品。
- 本劇是王傳一、劉紀範、陳玹宇繼2019年電視劇《美味滿閣》後，第二次合作之作品。
- 本劇是魏蔓、劉紀範、程雅晨繼2017年電視劇《櫻桃小丸子》後，第二次合作之作品。
- 本劇是王傳一、程雅晨繼2020年電視劇《天巡者》後，第二次合作之作品。
- 本劇是王傳一、劉瑞琪繼2006年電視劇《深情密碼》、2010年電視劇《就是要香戀》、2015年電視劇《失去你的那一天》後，第四度合作之作品。
- 本劇是王傳一、陳奕繼2015年電視劇《失去你的那一天》後，第二次合作之作品。
- 本劇是劉瑞琪、陳奕繼2015年電視劇《失去你的那一天》後，第二次合作之作品。

## 拍攝場景
| - 中正區 - 和平島公園 - 松山區 - 台北小巨蛋冰上樂園 - 內湖區 - 內湖分局文德派出所 - 內湖承天宮 - 大安區 - 夏廚廚藝教室 - 中山區 - 多加運動美體 - 萬華區 - 好日子餐廳 - 八里區 - 八里左岸公園 - 八里大眾廟 - 林口區 - 歐悅國際精品旅館林口館 - 林口分局文林派出所 - 林口捷仁診所 - 鶯歌區 - 鶯歌陶瓷博物館 - 樹林區 - 上善若水社區 | - 桃園區 - 京澄晴朗社區 - 中壢區 - i hotel 電競時租旅館 - 龜山區 - 杏芳婦產科診所 - 蘆竹區 - 台茂購物中心 - 尼尼義大利餐廳台茂店 - 大古山福山宮 - 大園區 - 哥倫遊艇 - 龍潭區 - 桃園高爾夫球俱樂部 - 大溪區 - 原野馬場二館 - 楊梅區 - 埔心牧場 - 新屋區 - 錡虹野營休閒世界 - 平鎮區 - 綠風草原餐廳 - 關西鎮 - 六福村主題遊樂園 |

## 外部連結
- 官方网站－三立
- 官方网站－華視
- 三立華劇的Facebook專頁
- 三立華劇的Instagram帳戶
- YouTube上的三立華劇頻道
- 在Netflix上觀看《三隻小豬的逆襲》

## 作品的變遷
| 臺灣 三立都會台 每週一至週五 20:00 - 21:00 | 臺灣 三立都會台 每週一至週五 20:00 - 21:00                                                                        | 臺灣 三立都會台 每週一至週五 20:00 - 21:00 |
| --- | --- | ------------------------------------------ |
| | 三隻小豬的逆襲 （2021年4月12日－2021年8月6日） 三隻小豬的逆襲（重播剪輯版1-65集） （2021年8月9日－2021年11月5日） |                                            |
| 廢財闖天關 第一季 （2020年11月17日－2021年2月9日） 廢財闖天關 幕後特輯 （2021年2月10日） 2021超級華人風雲大賞 （20:00 - 24:00） （2021年2月11日）型男大主廚牛轉乾坤賀新春 (19:00 - 21:00) （2021年2月12日） 牛轉乾坤財神到 （2021年2月15日－2021年2月26日） 廢財闖天關 第二季 （2021年3月1日－2021年4月9日） | 一個屋簷下 （2021年11月8日－2022年3月31日）                                                                       |                                            |

| 臺灣 華視主頻 每週一至週五 21:00 - 22:00 | 臺灣 華視主頻 每週一至週五 21:00 - 22:00 | 臺灣 華視主頻 每週一至週五 21:00 - 22:00    |
| --- | --- | ------------------------------------------- |
| | 三隻小豬的逆襲 （2021年4月12日－2021年8月6日） |                                             |
| 廢財闖天關 第一季 （2020年11月17日－2021年2月9日） 廢財闖天關 幕後特輯 （2021年2月10日） 黄金年代 （2021年2月11日）新名偵探柯南20週年紀念特別篇 (19:00 - 21:00) （2021年2月12日） 牛轉乾坤財神到 （2021年2月15日－2021年2月26日） 廢財闖天關 第二季 （2021年3月1日－2021年4月9日） | 未來媽媽（重播） （8月9日為20:00 - 22:00） （8月10日為20:00 - 21:00） （2021年8月9日－2021年8月10日）我的婆婆怎麼那麼可愛（重播） （8月10日為21:00 - 22:00） （8月11日起改為20:00 - 22:00） （2021年8月10日－2021年9月7日）她們創業的那些鳥事（重播） （9月7日為21:00 - 22:00） （9月8日起改為20:00 - 22:00） （2021年9月7日－2021年9月23日）16個夏天 （9月24日為21:00 - 22:00） （9月27日起改為20:00 - 22:00） （2021年9月24日－2021年10月13日） |                                             |
| 每週一至週五 20:00 - 22:00（連播兩集） | |                                             |
| 奇蹟的女兒 （2022年1月27日－2022年1月28日） | 三隻小豬的逆襲（重播） （2022年2月7日－2022年3月25日） | 戀愛鄰距離 （2022年3月28日－2022年5月19日） |

| 臺灣 三立綜合台 每週一至週五 20:00 - 21:00                                                          | 臺灣 三立綜合台 每週一至週五 20:00 - 21:00     | 臺灣 三立綜合台 每週一至週五 20:00 - 21:00 |
| --------------------------------------------------------------------------------------------------- | ---------------------------------------------- | ------------------------------------------ |
| | 三隻小豬的逆襲 （2021年7月5日－2021年10月8日） |                                            |
| 廢財闖天關 第一季 （2021年2月26日－2021年5月19日） 廢財闖天關 第二季 (2021年5月20日 - 2021年7月2日) | 戀愛鄰距離 （2021年10月11日－2022年2月8日）    |                                            |

| 臺灣 三立國際台 每週日 22:00 - 00:00     | 臺灣 三立國際台 每週日 22:00 - 00:00           | 臺灣 三立國際台 每週日 22:00 - 00:00 |
| ---------------------------------------- | ---------------------------------------------- | ------------------------------------ |
|                                          | 三隻小豬的逆襲 （2022年5月22日-2023年1月22日） |                                      |
| 兩個爸爸 （2021年9月12日-2022年5月22日） | 我的青春沒在怕 （2023年1月22日-2023年8月20日） |                                      |